# 개완
개완(盖碗)은 중국차를 마실 때 사용하는 다기의 하나로, 뚜껑이 있고 약간 찻잔처럼 생겼으며 비교적 납작한 모양이다.

## 특징
자사호와 비교해서 차의 냄새와 맛을 개완이 흡수하는 경향이 적다. 따라서 다양한 차를 우려 마시기에 적합하다. 향이 좋은 차를 우릴 때에도 좋다. 단점으로는 차를 우릴 때 너무 뜨겁다는 점이 있다.

## 같이 보기
- 자사호